# Mesolecanium baccharidis
Mesolecanium baccharidis är en insektsart som först beskrevs av Cockerell 1895.  Mesolecanium baccharidis ingår i släktet Mesolecanium och familjen skålsköldlöss. Inga underarter finns listade i Catalogue of Life.